# Лучников Артем Володимирович
Арте́м Володи́мирович Лу́чніков — начальнику штабу — перший заступник командувача морської піхоти Військово-Морських Сил Збройних Сил України. Генерал-майор Збройних сил України.

## З життєпису
У жовтні 2011 року підполковник Артем Лучніков — начальник оперативного відділення 25-ї окремої повітрянодесантної бригади 6-го армійського корпусу.
Станом на вересень 2013 — полковник. З травня 2019 року — генерал-майор ЗС України.

## Нагороди
За особисту мужність і героїзм, виявлені у захисті державного суверенітету та територіальної цілісності України, вірність військовій присязі під час російсько-української війни нагороджений
- орденом Богдана Хмельницького III ступеня (8.9.2014)[2]
- орденом Данила Галицького (4.12.2014)[3]